# Kevin Friend
Kevin Friend (sinh ngày 08 tháng 7 năm 1971) là một trọng tài chuyên nghiệp người Anh, hiện đang làm việc tại Giải bóng đá Ngoại hạng Anh.
Kevin Friend từng cầm còi điều khiển các trận đấu quan trọng: Siêu cúp Anh 2012, Chung kết Cúp Liên đoàn bóng đá Anh 2013, Chung kết Cúp FA 2019.

## Thống kê
| Mùa giải | ST | Tổng | TB/1 trận | Tổng | TB/1 trận |
| -------- | -- | ---- | --------- | ---- | --------- |
| 2003–04  | 27 | 98   | 3.63      | 4    | 0.15      |
| 2004–05  | 37 | 107  | 2.89      | 7    | 0.19      |
| 2005–06  | 21 | 45   | 2.14      | 2    | 0.09      |
| 2006–07  | 34 | 87   | 2.56      | 6    | 0.18      |
| 2007–08  | 41 | 100  | 2.44      | 11   | 0.27      |
| 2008–09  | 46 | 124  | 2.69      | 6    | 0.13      |
| 2009–10  | 34 | 133  | 3.91      | 7    | 0.21      |
| 2010–11  | 33 | 116  | 3.52      | 7    | 0.21      |
| 2011–12  | 33 | 120  | 3.64      | 3    | 0.09      |
| 2012–13  | 34 | 120  | 3.53      | 3    | 0.09      |
| 2013–14  | 31 | 98   | 3.16      | 1    | 0.03      |
| 2014–15  | 35 | 141  | 4.03      | 5    | 0.14      |
| 2015–16  | 31 | 100  | 3.23      | 6    | 0.06      |
| 2016–17  | 32 | 127  | 3.97      | 2    | 0.06      |
| 2017–18  | 33 | 66   | 2.00      | 1    | 0.03      |
| 2018–19  | 39 | 139  | 3.56      | 3    | 0.08      |

Tính trên tất cả các giải đấu cho đến 18/5/2019; không có số liệu trước mùa 2003/04.